# PBS Malta
Public Broadcasting Services Limited, también conocida como PBS Malta, es la compañía de radiodifusión pública de la República de Malta. Fue fundada en 1975 como Xandir Malta y usa la denominación actual desde septiembre de 1991. Actualmente gestiona tres cadenas de radio y tres canales de televisión, financiados a través de un impuesto específico y publicidad.
Malta es miembro de la Unión Europea de Radiodifusión desde 1970.

## Historia
En 1934 el archipiélago de Malta, por aquel entonces una colonia británica, inauguró su primera emisora de radio gracias a un acuerdo con el grupo británico Rediffusion Ltd. Las emisiones del servicio comenzaron el 11 de noviembre de 1935. Por otro lado, la televisión maltesa comenzó sus emisiones el 29 de septiembre de 1962 bajo una concesión similar. Esta situación se mantuvo hasta el 8 de enero de 1973, cuando Radio Malta quedó bajo control de la Autoridad de Radiodifusión de Malta.
En diciembre de 1974, Malta se convirtió en una república independiente y el gobierno nacionalizó tanto la radiodifusión pública como las telecomunicaciones. Para ello se creó una compañía de telefonía, Telemalta Corporation, en la que estaba integrada la empresa de radiodifusión Xandir Malta, responsable de la radio y televisión públicas. Bajo la nueva gestión hubo un aumento de la programación en idioma maltés y de la producción propia.
En septiembre de 1991, Xandir Malta salió de la estructura de la compañía telefónica y se convirtió en una empresa pública independiente, bautizada como Public Broadcasting Services Malta. El grupo tiene vocación de servicio público.

## Servicios

### Radio
PBS gestiona tres cadenas nacionales de radio.
- Radju Malta: Programación generalista con boletines informativos y espacios de servicio público. Emite en maltés e inglés.
- Radju Malta 2: Ofrece música tradicional maltesa y las sesiones del Parlamento de Malta.
- Magic: Radiofórmula con éxitos musicales en inglés.

### Televisión
PBS gestiona tres canales de televisión, con sendas versiones en alta definición.
- TVM: También conocida como Television Malta, ofrece una programación generalista en maltés e inglés. Comenzó sus emisiones en 1962.
- TVM+: Señal alternativa que ofrece retransmisiones en directo y boletines informativos. Se puso en marcha en 2013.[2]
- TVMSport+: Canal deportivo. Comenzó sus emisiones en 2021.